# غاتون (بحيرة)
بحيرة غاتون Gatun Lake هي بحيرة اصطناعية كبيرة تقع في جمهورية بنما، تشكل جزءا رئيسيا من قناة بنما، تحمل السفن لمسافة 33 كم خلال عبورهم خلال برزخ بنما.
تشكلت البحيرة بين عامي 107 و1913 عبر بناء سد غاتون على نهر تشاغريس، وفي وقت تكونها كانت البحيرة تعتبر أكبر بحيرة اصطناعية في العالم، وكان السد يعتبر أكبر سد على وجه الأرض.
وبعد تكونها أصبحت بعض قمم التلال جزرا، أكبرها هي جزيرة بارو كولورادو مقر معهد سميثسونيان للأبحاث الاستوائية.